# Маджипурські хроніки
Маджипурські хроніки (англ. Majipoor Chronicles), в іншому перекладі Хроніки Маджипура — збірка об'єднаних в роман оповідань американського письменника-фантаста Роберта Сілверберга, яка входить до складу так званого Маджипурського циклу. За внутрішньою хронологією циклу «Маджипурські хроніки» розташовані між романами «Замок лорда Валентина» і «Валентин Понтифік». Втім, «Маджипурські хроніки» не продовжують події попереднього роману; замість цього книга містить екскурси в історію і географію планети, зображуючи більш докладно деякі історичні події, постаті та місця, які в «Замку лорда Валентина» лише побіжно згадувалися.
Книга була вперше видана англійською мовою в США в 1983 році. До цього фрагменти книги в дещо іншій редакції публікували американські журнали «Omni», «Fantasy & Science Fiction» та «Asimov's Science Fiction».
Книга перекладалася кількома європейськими мовами:
- французькою: “Chroniques de Majipoor” в 1983  р., перевидавалася в 2002.
- іспанською: “Crónicas de Majipur” в 1983 р., перевидавалася в 1995.
- італійською: “Cronache di Majipoor” в 1993 р.
- німецькою: “Das Seelenregister” («Реєстр душ») в 1995 р.
- нідерландською: “Het Labyrint van Majipoor” («Лабіринт Маджипура») в 1998 р.
- російською: декілька видань в кількох різних перекладах під назвами «Маджипурские хроники» і «Хроники Маджипура» в 1990-х і 2000-х роках.

Українською мовою, наскільки відомо, не видавалася і не перекладалася.

## Сюжет
Головним персонажем роману є Хіссун, хлопчик-гід з підземного міста Лабіринт — резиденції понтифіка Маджипура. В попередньому романі циклу лорд Валентин познайомився з Хіссуном, коли відвідував Лабіринт для зустрічі з понтифіком під час кампанії по поверненню собі трону короналя. Після перемоги над узурпатором Валентин влаштував Хіссуна на державну службу на посаді дрібного клерка в апараті понтифіка. Хіссун дуже цікавиться Реєстром Пам'яті Душ — величезним сховищем записаних на спеціальних інформаційних капсулах спогадів мільярдів жителів Маджипура різних епох. Кожному дорослому жителю планети раз на десять років надається можливість залишити в Реєстрі відбиток власної душі — пам'яті, спогадів, переживань та життєвого досвіду, які переносяться на інформаційну капсулу і зберігаються потім вічно; той, хто зчитує такий запис, фактично проживає разом з автором частину його життя. Реєстр Пам'яті Душ базується на древній технології, привезеній до Маджипура першими колоністами; детальні знання технології вже давно втрачені, але сам Реєстр досі працює, регулярно поповнюючись зліпками пам'яті жителів планети. Доступ до Реєстру суворо обмежений і надається тільки державним службовцям для проведення розслідувань чи уточнення якихось відомостей. Хіссун, прагнучи відволіктись від своєї нудної роботи з інвентаризації податкових звітів і більше дізнатися про світ за межами Лабіринту, підробляє необхідні пропуски і контрольні коди і потрапляє до Реєстру Душ. Він робить так неодноразово, знайомлячись з записами маджипурців, які жили в різні епохи на різних континентах, як відомих історичних постатей, так і пересічних жителів планети. Кожний похід Хіссуна до Реєстру Душ складає окреме оповідання і дозволяє йому краще вивчити якийсь аспект історії, географії чи соціального життя планети.
В кінці роману виявляється, що походи до Реєстру, на перший погляд нелегальні, здійснялися з відома короналя Валентина і становили початковий етап освіти Хіссуна і його підготовки як можливого майбутнього правителя планети.

## Оповідання

### «Тесме і гейрог»
Запис молодої жінки Тесме, яка жила в Нарабалі на південному узбережжі континенту Зімроель дев'ять тисячоліть тому, Хіссун обрав навмання, бо не знав, з чого почати своє знайомство з Реєстром Душ. Тесме — ексцентрична молода особа, яка нудьгує в провінційному Нарабалі, який за тих часів ще не перетворився на вируючий мегаполіс. Вона вважає нарабальців обмеженими тупуватими провінціалами, повними забобонів, і оселяється в джунглях неподалік від міста, де живе на самотині в гармонії з природою, зрідка ненадовго повертаючись додому. В ті часи колонізація західного континенту Зімроель тільки почалася, і більшість його території була незаселеною. Для освоєння гігантської планети маджипурський уряд запросив до планети представників інших галактичних рас, і в той час вони вже почали оселятися на Зімроелі; відомості про чужинців доходили до Нарабаля, але в околицях міста вони ще не з'являлися.
Тесме натрапляє в лісі на одного з таких колоністів-чужинців, гейрога, який упав дерева, важко поранився і помирав від переломів і внутрішньої кровотечі. Тесме допомагає йому дістатися до своєї хатини в джунглях. Гейроги — теплокровні ссавці, але зовнішністю нагадують рептилій, дуже незвичні і неприємні для людського ока. Гейрог на ймення Вісмаан пояснює, що організм гейрогів здатен добре загоювати навіть дуже важкі пошкодження і переломи за умов доброго харчування і повного покою. Тесме не подобається, що її самотність була порушена, але не має вибору, і гейрог залишається на деякий час з нею.
В розмовах з Вісмааном Тесме (а також читач) узнає багато відомостей про гейрогів та інші чужинські раси і про історію їх оселення на Маджипурі. Тесме піклується про Вісмаана і з часом починає відчувати до нього певну симпатію, яка згодом досягає кульмінації у інтимному акті між представниками різних біологічних видів. Тесме, у захваті від своєї розбещеності і ексцентричності, уявляє собі реакцію нарабальців, якщо вони про це дізнаються; вона зневажає нарабальців за їхнє ханжество і забобони і впевнена в їхньому ворожому ставленні до прибульців і взагалі до будь-яких змін. Вона вирішає скаламутити «провінційне болото» і після того, як Вісмаан одужав, приходить до міста разом з ним, сподіваючись епатувати нарабальців своєю ексцентричністю і спровокувати їх на неадекватну реакцію, збираючись познущатися з їхньої обмеженості. У супроводі Вісмаана вона відвідує своїх родичів і знайомих, в тому числі свого колишнього коханця
На подив Тесме, нарабальці зустріли її і гейрога досить привітно і не виказали ні ворожості до чужинця, ані підозри та гніву з приводу дружби людини з «інопланетним монстром», яких вона від них очікувала. Тесме починає замислюватись над тим, наскільки вірні її оцінки своїх співвітчизників і наскільки обґрунтованою є її зневага до них.
Одужавши, Вісмаан покидає Тесме, і через якийсь час вона натрапляє в джунглях на ферму, яку він заснував. Вісмаан повернувся до цих місць з дружиною. Тесме бачить в їхньому домі інкубатор з кладкою яєць — скоро у Вісмаана появляться діти, і Тесме цілком несподівано для себе самої разом з відразою відчуває в собі щось схоже на ревнощі. Вісмаан дякує Тесме за врятування його життя, однак коли Тесме згадує їхні близькі стосунки, зауважує, що робив це тільки для її задоволення, бо відчував, що їй це потрібно; сам він, зрозуміло, не може відчувати принади до жінки чужого біологічного виду.
Тесме прощається з Вісмааном в розпачі і розгубленості; вона припиняє своє самотнє життя в лісі і повертається до Нарабаля, де одружується зі своїм колишнім коханцем. Багато років по тому вона рішається розповісти своєму чоловіку про стосунки з Вісмааном.
| — Ти хоча б щось тоді запідозрив? — запитала вона, закінчивши свою сповідь. — Я все зрозумів відразу, як побачив тебе разом з ним на вулиці, — відповів він, — але хіба то має якесь значення? |

### «Час вогню»
Автором цього запису в Реєстрі Душ був капітан Еремойль, офіцер армії короналя лорда Стіамота, яка вела війну з метаморфами близько 8000 років тому; внаслідок саме цієї війни метаморфи були переселені до резервації в центральному Зімроелі. На момент подій війна з іррегулярними партизанськими силами метаморфів триває вже тридцять років; на північному краї Алханроеля, де залишається останній осередок опору на континенті, війська вдалися до тактики «випаленої землі»: після попереджень і повної евакуації населення, включаючи метаморфів, що вирішили здатись, геть-уся рослинність і будівлі спалюються, щоб позбавити сили опору місць для схованки і продуктів харчування. Лорд Стіамот видав указ, що в ході цієї операції від вогню не повинна загинути жодна жива душа; задачею капітана Еремойля є виконання цього указу в точності.
Еремойлю докладають, що в одному з дрібних поселень, призначених для спалення, залишається місцевий землевласник, який відмовляється від евакуації. Забарикадувавшись в своєму маєтку, він відстрілюється від евакуаційної команди і вимагає особистої зустрічі з лордом Стіамотом; він сповнений рішучості краще загинути, захищаючи свою землю і своє майно, ніж перетворитись на злиденного біженця. Еремойль має зустрітися з цією людиною і спробувати умовити її покинути зону випалювання. Більшість оповідання присвячено моральним ваганням Еремойля між наказом випалити місцевість і бажанням врятувати впертого землевласника від смерті у вогні, між обов'язками військовика і офіцера і моральними зобов'язаннями мирної людини. Еремойлю не вдається знайти компроміс, і випалення провінції продовжується згідно з затвердженим планом.

### «На п'ятому році плавання»
Цього разу Хіссун обирає запис Синнабора Лавона, легендарної особистості, керівника єдиної в історії Маджипура морської експедиції, яка близько 6000 років тому зробила спробу (хоча й невдалу) перетнути Великий Океан. Хіссун прагне дізнатися про причини невдачі.
Корабель «Спуріфон» вийшов з Тіл-Омону на південному заході Зімроеля і вирушив на захід з метою дістатися східних берегів Алханроеля. На момент подій оповідання плавання тривало вже п'ятий рік і мало продовжуватися ще близько десяти років.
В океані корабель зустрічає величезні поля саргасових водоростей. Ці водорості утворюють на поверхні моря щільну масу; їхніми заростями харчуються морські дракони — гігантські водяні тварини. Через кілька днів окремі острівці водоростей злилися у суцільний килим, який зробив неможливим пересування корабля і заблокував його гвинт. Дуже скоро з'ясовується, що водорості здатні видобувати з морської води розчинені в ній метали і завдяки цьому набувати сталевої міцності. Два моряка, які в водолазних костюмах занурилися під воду для вивчення блокованого гвинта, загинули від ядухи, заплутавшись у водоростях. З'ясовується також, що місцева риба та інша живність отруйні через високий вміст важких металів; попри те, що корабельна силова установка може працювати роками і десятиріччями, опріснюючи морську воду, корабель не може рухатися, а запаси харчів, взяті з собою, досить обмежені.
Серед команди корабля, втомленої п'ятьма роками плавання, починає поширюватися розпач і відчай, і багато хто починає втрачати рівновагу і розсуд; заспокоюючі послання Леді Острова Сну не досягають цієї віддаленої місцевості, і окрім голоду екіпажу корабля починає загрожувати епідемія безумства. Кінець кінцем головний штурман експедиції Галімойн втрачає розум і здійсняє вбивство літописця Мікдала Хасца, викинувши його за борт. Навмисне вбивство — дуже рідкісний, майже нечуваний на Маджипурі злочин. Синнабор Лавон, вражений тим, що побачив, також ненадовго втрачає контроль над собою, і викидає за борт вбивцю. Опанувавши себе і усвідомивши скоєне, він приймає рішення припинити експедицію, бо «не можна продовжувати плавання з кров'ю на руках» і платити за успіх експедиції втратою власної гідності і порушенням моральних устоїв. В той же день був винайдений спосіб боротьби з водоростями — виявилося, що пропущений крізь воду потужний розряд електричного струму вбиває рослини на декілька метрів довкола, і таким чином корабель може продовжувати плавання. Однак рішення капітана залишилося непохитним навіть після цієї вісті; експедиція повернула на схід і через п'ять років зворотного плавання прибула до берегів Зімроеля; Великий Океан так і залишився нескореним.

### «Каллінтейн пояснює»
Цього разу Хіссун досліджує іншу знамениту легенду маджипурської історії — анекдотичний випадок, коли посада Леді Острова Сну була зайнята чоловіком. Це трапилося приблизно в ту же епоху, коли відбувалася експедиція через Великий Океан; для знайомства з подіями Хіссун обирає запис лорда Каллінтейна, зроблену ще до того, як він став короналем, а потім — понтифіком.
Хіссун дізнається про те, як тогочасний понтифік Аріок ненавидів Лабіринт і прагнув покинути його в будь-який спосіб. Традиція вимагає від понтифіка постійно залишатися в підземному Лабіринті, і покинути його можна, лише зрікшись престолу, чого Аріоку не дозволяє почуття морального обов'язку. Молодий Каллінтейн працював в ті часи особистим радником понтифіка і спостерігав за подіями наочно. Каллінтейн не був уродженцем Лабіринту і дещо поділяв ставлення понтифіка до підземного життя.
Аріоку, єдиному з понтифіків Маджипура, вдалося покинути Лабіринт ще при житті, скориставшись досить рідкісною конституційною кризою, яка трапилася в політичному житті планети: смертю Леді Острова Сну. Згідно з традицією посаду Леді Острова займає мати діючого короналя, яка покидає посаду при зміні короналя; однак цього разу вона померла раніше, ніж її син, діючий корональ, став понтифіком, звільнивши трон для свого наступника. Виник кумедний юридичний казус, позаяк законами такий випадок не був передбачений. Урядовці понтифіка і короналя почали консультації щодо узгодження кандидатури на посаду Леді Острова; однак понтифік Аріок, теоретично — найвищий властитель планети, чиї укази не можуть бути скасовані ніякою іншою інстанцією, випередив події. Своїм указом він постановив вважати себе жінкою; іншим указом він власною волею призначив себе на посаду Леді Острова Сну. Оскільки Аріок подбав про якнайскоріше оголошення своєї волі серед населення Лабіринту, решті урядовців не залишилося нічого іншого, як визнати волю верховного правителя і виконати її.
Оскільки посада понтифіка звільнилася, відповідно до закону її відразу посів корональ лорд Струїн, призначивши наступним короналем лорда Гуаделума. Оскільки з'явився новий корональ, його мати мала зайняти посаду Леді Острова; однак мати Гуаделума була дуже похилого віку, і було вирішено, що не гідно змінювати Леді Острова відразу після попередньої зміни. Таким чином, вперше і востаннє в історії Маджипура Внутрішній Храм на Острові Сну зайняв чоловік — колишній понтифік Аріок, який здійснив свою мрію покинути Лабіринт.

### «Пустеля Вкрадених Снів»
Після ознайомлення з подробицями чудернацької витівки понтифіка Аріока Хіссун починає серйозніше цікавитися політичним устроєм Маджипура і історією його становлення. Наступного разу він обирає в Реєстрі Душ запис, зроблений майбутнім короналем лордом Деккеретом ще до того, як він посів трон.
Молодий аристократ з Замкової Гори полював на стітмоїв — великих небезпечних тварин — в Приграниччі Кінтора, дикій місцевості біля підніжжя гірського пасма на півночі Зімроеля. Під час полювання трапився трагічний і соромний інцидент: стітмой збив з ніг і поранив одного з єгерів, а Деккерет у завзятті погоні не зупинився для надання допомоги. Невідомо, чи міг він чимось допомогти, але єгер помер від поранень, і Деккерет звинувачував себе в цієї смерті. Сподіваючись вгамувати муки сумління тілесними стражданнями, він вирішує здійснити подорож спокути до найбільш непривітного місця на Маджипурі — пропеченого сонцем пустельного континенту Сувраель. Скориставшись нагодою, він відбуває до Сувраеля у відрядження з завданням провести інспекцію скотарських господарств континенту, які чомусь значно зменшили експорт худоби.
Після багатомісячного плавання він висаджується в сувраельському місті Толагай, де дізнається, що усі дороги вглиб континенту небезпечні в той чи інший спосіб. Зокрема, існують чутки про так званих викрадачів снів, які нібито затьмарюють розум подорожніх і спонукають їх до самогубства, після чого забирають їхнє майно. В цих злочинах підозрюють метаморфів; хоча насправді викрадачів снів ніхто не бачив, чутки та низка незрозумілих смертей практично припинили контакти портового міста з внутрішніми областями континенту. Деккерет знайомиться з місцевим жителем на ймення Барджазид, який багато разів подорожував небезпечним маршрутом і не боїться викрадачів снів. За астрономічну суму грошей він погоджується супроводити Деккерета через гори і пустелю до Гізін-Кора, поселення у внутрішньому Сувраелі.
В дорозі Деккерет починає страждати від жахливих кошмарів, які в гротескному і спотвореному виді відтворюють трагічну подію, яка привела його до Сувраеля. Під час кошмарів він, нібито лунатик, встає і бродить по околицям і мало не гине у пустелі. Від одного з таких кошмарів він раптово прокидається і помічає, як Барджазид намагається сховати від нього якийсь складний електронний агрегат. Так Деккерет дізнається про істинного «викрадача снів» — Барджазида, який за допомогою своєї машини може входити до чужих снів і надсилати кошмари, які позбавляють розуму.
Деккерет хоче вбити Барджазида за вторгнення до його розуму і знищити його апарат, однак раптом відчуває, що його муки сумління несподівано зникли; через ментальні тортури і страждання його душа відчистилася і здобула спокій. Він вирішує, що винахід Барджазида — це велика цінність, і кошмари можуть бути такими ж цілющими, як послання злагоди і спокою з Острова Сну. Він вимагає від Барджазида поїхати до Замкової Гори і представити свою машину на суд короналя.
Так на Маджипурі з'явилася четверта, наймолодша гілка влади — Король Снів, який карає злочинців, заповнюючи їх сни кошмарами, і одночасно лікує їх розтрощені душі.
Попередні події, які звели на Сувраелі Деккерета, Барджазида і вруона Талнапа Зеліфора, справжнього винахідника підсилюючої сни апаратури, докладно зображуються між іншими подіями в романах «Чаклуни Маджипура» і «Лорд Престиміон». Становлення інституту Короля Снів на Маджипурі зображено в романі «Король Снів».